# Grethe Thordahl
Grethe Thordahl, född  11 november 1926, död 29 juni 2004, var en dansk skådespelerska.

## Rollista i urval
- 1946 – Far betaler
- 1949 – Kampen mot orätten
- 1950 – Livet du gav mig
- 1950 – Smedestræde 4
- 1951 – Det sande ansigt
- 1951 – Fodboldpræsten
- 1952 – Husmandstøsen
- 1952 – To minutter for sent
- 1964 – Tine
- 1975 – Bejleren - en jysk røverhistorie